# Tattoo You
Tattoo You è un album discografico del gruppo rock britannico The Rolling Stones pubblicato nel 1981; è il 16° della discografia inglese e il 18° di quella statunitense.
L'album si rivelò un successo sia di critica che di vendite, raggiungendo la vetta della classifica Billboard negli Stati Uniti, vendendo più di quattro milioni di copie. Il disco fu anche l'ultimo album dei Rolling Stones a raggiungere il primo posto in America, concludendo la loro scia positiva di album posizionatisi al numero 1 che durava sin da Sticky Fingers del 1971. La rivista Rolling Stone l'ha inserito al 211º posto della sua lista dei 500 migliori album.

## Storia
Tattoo You è un album composto principalmente da outtakes provenienti da precedenti sessioni, alcune vecchie di un decennio, con l'aggiunta di nuove parti vocali e sovraincisioni varie. Insieme a due nuove canzoni, i Rolling Stones misero insieme il materiale per pubblicare un nuovo lavoro in modo da promuovere il loro tour mondiale del 1981-82.
Allo stato iniziale molte delle composizioni consistevano in tracce di base strumentali, per le quali Jagger scrisse nuovi testi e melodie. I Rolling Stones riuscirono a dividere l'album in due facciate tematiche distinte: un lato rock and roll e l'altro incentrato sulle ballate.
Le prime canzoni usate per Tattoo You furono Tops e Waiting on a Friend. Le tracce base di questi due brani risalivano al 1972 durante le sessioni in studio per Goats Head Soup e contenevano ancora Mick Taylor, e non Ronnie Wood, alla chitarra. Per questo motivo in seguito Taylor pretese, ed ottenne, una percentuale sulle royalties dell'album.
Il disco si apre con la celebre Start Me Up, incisa in origine nel 1975 con il titolo di lavorazione Never Stop e con un ritmo reggae durante le sedute per Black and Blue, ripresa una seconda volta nel 1978 allo studio Pathe Marconi di Parigi mentre si lavorava a Some Girls, dove raggiunse la sua definitiva forma rock. Inoltre, anche le tracce Slave e Worried About You provengono dalle sessioni di Black and Blue. Le prime versioni vedono Billy Preston alla tastiera e Ollie E. Brown alle percussioni. Wayne Perkins suona la chitarra solista in Worried About You. Start Me Up, Hang Fire e Black Limousine risalivano invece alle già citate sedute in studio per Some Girls del 1978. Alla registrazione di Emotional Rescue, risalgono le tracce base dei brani No Use in Crying, Little T&A, e le nuove versioni di Black Limousine e Hang Fire.
Gran parte delle tracce vocali per le canzoni di Tattoo You furono sovraincise nell'ottobre-novembre 1980 e nell'aprile-giugno 1981. Mick Jagger fu l'unico membro del gruppo a presenziare ad alcune di queste sessioni. Altre sovraincisioni, come quella del sassofono di Sonny Rollins in Slave e Waiting on a Friend, furono aggiunte nel corso di queste sessioni.

## Pubblicazione e accoglienza
| Recensione                    | Giudizio   |
| ----------------------------- | ---------- |
| AllMusic                      | [ 11 ]     |
| The A.V. Club                 | favorevole |
| Blender                       |            |
| Robert Christgau              | A–         |
| Rolling Stone                 | [ 14 ]     |
| The Rolling Stone Album Guide | [ 15 ]     |
| Encyclopedia of Popular Music | [ 16 ]     |
| Ondarock                      | [ 17 ]     |

Start Me Up venne pubblicata su singolo nell'agosto 1981, una settimana prima dell'uscita ufficiale di Tattoo You, ricevendo un ottimo riscontro e raggiungendo la top 10 della classifica sia in Gran Bretagna che negli Stati Uniti, e il primo posto in Australia. Ampiamente considerata una delle canzoni più celebri degli Stones, trascinò Tattoo You al numero 1 per nove settimane in America, alla seconda posizione nel Regno Unito, e alla terza in Italia. Anche il responso critico fu positivo, e molti critici considerarono Tattoo You come una sorta di passo in avanti rispetto al precedente Emotional Rescue. Waiting on a Friend e Hang Fire, anch'esse pubblicate su 45 giri, entrarono nella Top 20 US. Recensendo Tattoo You, Debra Rae Cohen commentò sulla rivista Rolling Stone: "Proprio quando stavamo per perdere la pazienza, il nuovo disco dei Rolling Stones è un ritorno in piena forma, con un'accettazione del fatto della loro esistenza continuata - ed eventuale mortalità ... ".
Robert Christgau diede all'album una buona recensione, ma criticò Start Me Up nel suo saggio Pazz and Jop del 1981, scrivendo: "La sua tematica centrale - Mick come macchina del sesso, spiega perché l'album che inizia non trascende mai l'eccellenza, tranne quando Sonny Rollins, non accreditato, invade lo spazio degli Stones. Sebbene sia buona a modo suo come Street Fighting Man, quanto ti piaccia dipende interamente da quanto ti preoccupi delle difficoltà tecniche degli Stones".
Patty Rose, in Musician, scrisse: "La sensazione dell'album ... è più quella della riscoperta della giovinezza, del suonare, non della fatica dell'ultimo periodo, non della droga. [...] Gli Stones hanno liberato l'ennesimo strato di autocoscienza e il loro nuovo lucido vinile formicola con un tipo di eccitazione nuova".
Scrivendo per Creem, Nick Tosches espresse riserbo circa il sessismo gratuito degli Stones, e la negatività generale presente nei loro testi. Dopo aver fatto notare la misoginia presente in pezzi come Slave, Little T&A, Hang Fire e persino Waiting on a Friend, egli aggiunse: "Non si può dire che gli Stones abbiano un approccio benevolo ai soggetti trattati [...].

## Tracce
Lato 1
1. Start Me Up - 3:31
2. Hang Fire - 2:20
3. Slave - 4:59
4. Little T&A - 3:23
5. Black Limousine - 3:32
6. Neighbours - 3.31

Lato 2
1. Worried About You - 5:16
2. Tops - 3:45
3. Heaven - 4:21
4. No Use in Crying - 3.24
5. Waiting on a Friend - 4:34

## Formazione
The Rolling Stones
- Mick Jagger– voce, cori; chitarra in Heaven e No Use in Crying; armonica in Black Limousine
- Keith Richards– chitarra, cori; voce e basso in Little T and A
- Ronnie Wood– chitarra, cori; basso in Hang Fire
- Bill Wyman– basso; sintetizzatore e chitarra in Heaven
- Charlie Watts– batteria

Altri musicisti
- Mick Taylor– chitarra in Tops e Waiting on a Friend (1972)
- Nicky Hopkins– piano in Tops, No Use in Crying e Waiting on a Friend; organo in No Use in Crying
- Ian Stewart– piano in Hang Fire, Little T&A, Black Limousine e Neighbours
- Billy Preston– tastiera in Slave e Worried About You (1975)
- Wayne Perkins – chitarra solista in Worried About You (1975)
- Ollie Brown– percussioni in Slave e Worried About You (1975)
- Pete Townshend – cori in Slave
- Sonny Rollins – sassofono in Slave, Neighbours e Waiting on a Friend
- Jimmy Miller– percussioni in Tops (1972)
- Chris Kimsey– piano in Heaven

## Classifiche

### Classifiche settimanali
| Classifica (1981) | Posizione massima |
| ----------------- | ----------------- |
| Australia         | 1                 |
| Austria           | 2                 |
| Canada            | 1                 |
| Francia           | 1                 |
| Germania          | 3                 |
| Italia            | 3                 |
| Norvegia          | 3                 |
| Nuova Zelanda     | 1                 |
| Paesi Bassi       | 1                 |
| Regno Unito       | 2                 |
| Spagna            | 2                 |
| Stati Uniti       | 1                 |
| Svezia            | 3                 |
| Svizzera          | 3                 |

### Classifiche di fine anno
| Classifica (1981) | Posizione |
| ----------------- | --------- |
| Australia         | 12        |
| Canada            | 5         |
| Italia            | 27        |
| Nuova Zelanda     | 16        |
| Paesi Bassi       | 22        |
| Regno Unito       | 35        |
| Stati Uniti       | 22        |
| Classifica (1982) | Posizione |
| Australia         | 20        |
| Nuova Zelanda     | 18        |
| Stati Uniti       | 11        |